# عرصة دوغاه
عرصة دوغاه هي قرية في مقاطعة كوثر، إيران. يقدر عدد سكانها بـ 126 نسمة بحسب إحصاء 2016.